# Ligne semi-lunaire
En anatomie humaine, la ligne semi-lunaire (ou ligne semi-lunaire de Spieg(h)el ou carrefour musculo-aponévrotique de la paroi abdominale antérieure ou charnière aponévrotique de la paroi abdominale antérieure ou bande de Spiegel ou sillon latéral du ventre de Gerdy) est la ligne incurvée qui marque la transition entre le muscle oblique externe de l'abdomen et le muscle droit de l'abdomen.

## Structure
La ligne semi-lunaire s'étend de haut en bas entre la face externe des côtes et la région pubienne.
Elle est le résultat de la fusion des aponévroses des muscles de l'abdomen : les muscles oblique externe, oblique interne et transverse de l'abdomen au niveau de leur transition entre leur partie charnue et leur partie tendineuse.
La transition ne se fait pas exactement au même niveau pour les trois muscles et la ligne semi-lunaire est plutôt une bande.

## Aspect clinique
La ligne semi-lunaire peut être le siège d'une hernie dite hernie de Spiegel souvent au niveau de la jonction entre le muscle transverse et cette ligne.